# Соловьёв, Филипп Яковлевич
Филипп Яковлевич Соловьёв (19 января 1900 года, деревня Дегтярёво, ныне Ивановский район, Ивановская область — 28 июня 1970 года, Москва) — советский военный деятель, Генерал-лейтенант (1945 год).

## Биография
Филипп Яковлевич Соловьёв родился 19 января 1900 года в деревне Дегтярёво ныне Ивановского района Ивановской области в крестьянской семье.

### Гражданская война
3 марта 1919 года в возрасте 19 лет был призван в ряды РККА, был направлен красноармейцем в 21-й Иваново-Вознесенский железнодорожный батальон, а через месяц, в апреле того же года — на учёбу на Иваново-Вознесенские пехотные курсы командного состава. В составе курсантского полка принимал участие в боевых действиях против наступавших на революционный Петроград войск под командованием генерала Юденича (Оборона Петрограда). После окончания курсов в августе 1920 года был назначен на должность командира взвода и помощника командира роты 114-го стрелкового полка 38-й стрелковой бригады, в составе частей Красной армии воевавших против Северо- западной армии белого движения. В октябре 1920 года назначен на должность командира взвода в составе 128-го Тульского стрелкового полка (15-я Сивашская стрелковая дивизия), участвовал в боевых действиях на Южном фронте против белых войск под командованием генерала Врангеля, а затем — против вооруженных формирований под командованием Махно на территории Крыма, Одесской и Херсонской губерний.

### Межвоенное время
После окончания войны Соловьёв продолжил служить в том же полку 15-й Сивашской стрелковой дивизии, находясь на должности начальника команды разведчиков.
В декабре 1921 года был назначен на должность командира взвода сначала в 27-й Иваново-Вознесенской пехотной школе, затем — на эту же должность в составе 9-го отдельного батальона ВЧК, в июле 1922 года — на должность командира взвода, затем — отделения отдельной Московской роты отряда ОН войск ОГПУ, а в сентябре был переведён во 2-й отдельный Иваново-Вознесенский дивизион войск ОГПУ, где служил на должностях командира отделения, взвода, помощника командира дивизиона по строевой части и вновь командира взвода.
В октябре 1924 года был направлен на учёбу на Стрелково-тактические курсы «Выстрел», после окончания которых в августе 1925 года был направлен в 37-й Батумский пограничный отряд, где был назначен на должность помощника коменданта пограничного участка, а затем — на должность инструктора боевой подготовки отряда.
В ноябре 1930 года Соловьёв был назначен на должность помощника командира по строевой части 8-го отдельного Закавказского полка, а с февраля по апрель 1931 года исполнял должность начальника штаба сводного отряда войск НКВД, который принимал участие в боевых действиях по разоружению бандформирований на территории Сандорского района.
В январе 1932 года был назначен на должность инспектора боевой подготовки Управления пограничных и внутренних войск НКВД в Тифлисе, а в августе того же года — на должность командира 8-го отдельного Закавказского мотомеханизированного полка.
В январе 1937 года был направлен на учёбу в Школу усовершенствования комсостава войск НКВД, с мая по октябрь того же года находился в командировке во Франции в качестве сотрудника Павильона СССР на Международной выставке в Париже. После окончания Школы с сентября 1938 года Соловьёв находился в распоряжении Управления пограничных и внутренних войск НКВД и в марте 1939 года был назначен на должность командира 5-й дивизии войск НКВД по охране железнодорожных сооружений, дислоцированной в Харькове. 27 апреля 1939 года ему присвоено звание комбрига, 4 июня 1940 года — генерал-майора. В этой должности Соловьев встретил начало Великой Отечественной войны.

### Великая Отечественная война
В июле Соловьев был назначен командиром 251-й стрелковой дивизии, формировавшейся в это время в Коломне из отдельных подразделений войск НКВД. Дивизия в составе Западного фронта участвовала в Смоленском сражении.
В августе 1941 года Ф. Я. Соловьев направлен в Сибирский военный округ и участвует в формировании 364-й стрелковой дивизии. После окончания формирования в ноябре 1941 года дивизия сначала выводится в резерв Ставки Верховного Главнокомандования, после передислокации по железной дороге поступает в подчинение 58-й резервной армии. В начале марта 1942 г. дивизия в составе 1-й Ударной Армии Северо-Западного фронта участвует в боях в районе Демянска (Рамушевского коридора.
13.9.42 г. 364 сд выводится в резерв Северо- Западного фронта, затем передается на пополнение и доукомплектование в состав 2-й резервной армии и передислоцируется в Вологодскую область. За участие в боях в районе Демянска всему личному составу дивизии объявлена благодарность командования 1-й Ударной армии, в которой говорилось: «В течение 6 месяцев дивизия дралась на разных участках фронта, показывая образцы умения вести бой, храбрости и преданности нашей Родине».
20 декабря дивизия переводится в подчинение 8-й армии Волховского фронта и с 14 января 1943 г. в её составе участвует в стратегической наступательной операции «Искра» по прорыву блокады Ленинграда.
С 29 января дивизия переподчинена 2-й ударной армии Волховского фронта и ведёт наступательные бои в районе Рабочего посёлка № 1, деревни Гайтолово (в настоящее время не существует) и Синявинской высоты 43.3. За умелое и мужественное руководство боевыми операциями и за достигнутые в результате этих операций успехи в боях с немецко-фашистскими захватчиками Ф. Я. Соловьев 8.02.1943 г. награждён полководческим орденом Кутузова II степени.
В марте 1943 г. генерал-майор Ф. Я. Соловьев назначен на должность заместителя командующего 8-й армией. 9 ноября назначен командиром 112-го стрелкового корпуса, командуя которым принимал участие в боевых действиях в составе войск 8-й, 67-й и 42-й армий на Волховском, Ленинградском и 3 Прибалтийском фронтах. Корпус участвовал в Ленинградско-Новгородской наступательной операции по полному снятию блокады Ленинграда. За умелое и мужественное руководство и за достигнутые успехи в боях с немецко-фашистскими захватчиками в Ленинградско-Новгородской операции Ф. Я. Соловьев 21.02.1944 г. награждён вторым полководческим орденом — орденом Суворова II степени. Корпус участвовал в Нарвской, Таллинской и Рижской наступательных операциях. Во время боёв в Прибалтике войска корпуса 19 сентября 1944 года освободили город Тырва в Эстонии, 25 сентября 1944 года город Мазсалаца в Латвии.
В октябре 1944 г. генерал-майор Ф. Я. Соловьев назначен командиром 123-го стрелкового корпуса 42-й, затем 1-й ударной армии 2-го Прибалтийского фронта. Корпус под командованием Соловьева отличился в Рижской наступательной операции, в ходе которой войска 2 Прибалтийского фронта, совместно с войсками 1-го Прибалтийского фронта, достигнув на заключительном этапе операции оборонительной линии противника, расположенной в районе латвийского города Тукумс (тукумского оборонительного рубежа), окружили и блокировали крупную группировку немцев, образовав Курляндский котёл.

### Послевоенные годы
После окончания войны продолжил командовать корпусом.
В марте 1946 года был направлен на учёбу на высшие академические курсы при Высшей военной академии имени К. Е. Ворошилова, после окончания которых с января 1947 года состоял в резерве МВД СССР. В марте того же года был назначен на должность начальника Военного института МВД СССР. 18 февраля 1954 года генерал — лейтенант Филипп Яковлевич Соловьёв вышел в отставку.
Умер 28 июня 1970 года в Москве. Похоронен на Преображенском кладбище Москвы.

## Воинские звания
- майор (22.04.1936, Приказ НКВД № 322)
- комбриг (27.04.1939, Приказ НКВД № 949)
- генерал-майор (4.06.1940, Постановление СНК СССР № 945)
- генерал-лейтенант (20.04.1945, Постановление СНК СССР № 813)

## Награды
- Орден Ленина (21.02.1945);
- Четыре ордена Красного Знамени (14.02.1943, 3.11.1944, 29.06.1945, ... )
- Орден Суворова II степени (21.02.1944);
- Орден Кутузова II степени (8.02.1943);
- Медали;
- Знак «Почетный работник ВЧК-ОГПУ (XV годовщина)» (29.08.1936).

## Память
- Памятник — надгробие на могиле Ф. Я. Соловьёва на Преображенском кладбище города Москвы